# 2024년 하계 올림픽 감비아 선수단
2024년 하계 올림픽 감비아 선수단은 2024년 7월 26일부터 8월 11일까지 프랑스 파리에서 열린 2024년 하계 올림픽에 참가한 올림픽 감비아 선수단이다.
이는 감비아가 하계 올림픽에 11회 연속 출전하는 것이 된다.

## 출전 선수
| 종목   | 남자 | 여자 | 전체 |
| ------ | ---- | ---- | ---- |
| 수영   | 1    | 1    | 2    |
| 유도   | 1    | 0    | 1    |
| 육상   | 1    | 2    | 3    |
| 태권도 | 1    | 0    | 1    |
| 전체   | 4    | 3    | 7    |

## 메달 집계
| 종목 | 1 | 2 | 3 | 합계 |
| 종목 | ' | ' | ' | '    |
| 종목 | ' | ' | ' | '    |
| 종목 | ' | ' | ' | '    |
| 합계 | ' | ' | ' | '    |

## 종목별 성적

### 육상
여자
- 지나 배스

## 같이 보기
- 2024년 하계 올림픽